# In Dreams
«In Dreams» — песня американского певца Роя Орбисона. Была написана им самим.
Как пишет сайт Songfacts,
Рой Орбисон рассказывал в своих интервью, что слова этой песни пришли к нему во сне; как только проснулся, он положил их на музыку.
Орбисон выпустил её как сингл в феврале 1963 года на лейбле Monument Records.
В США песня поднялась на 7 место чарта Hot 100 журнала Billboard. В Великобритании песня тоже стала очень популярной: сингл с ней провёл две недели на 6 месте национального чарта (UK Singles Chart).
В 2004 году журнал Rolling Stone поместил песню «In Dreams» в исполнении Роя Орбисона на 312 место своего списка «500 величайших песен всех времён». В списке 2011 года песня находится на 319 месте.

## В культуре
- Alan Wake (2010)